# نک‌بیرد

مردی با موهای بلند و ریش گردن

نِک‌بیرد (انگلیسی: Neckbeard) در معنای واژه (ریش گردن) اصطلاحی تحقیرآمیز و کلیشه‌ای برای مرد بالغ یا پسر نوجوان است که ویژگی‌هایی مانند کم‌رویی، ناهنجاری اجتماعی، کم‌کاری، خودنمایی، تنبلی و بهداشت فردی ضعیف و مراقبت کلی از خود را نشان می‌دهد. این اصطلاح از سبک ریش گردن موهای صورت گرفته شده است که به‌طور کلیشه‌ای با مردان جوانی با گرایش‌های درون‌گرا مرتبط است  که ممکن است آرایش اجتماعی صورت را نادیده بگیرند و با خرده‌فرهنگ‌های نرد، گیمر یا گیک شناسایی شوند. این اصطلاح با کاربران ضد زن اینترنتی نیز همراه بوده است.

## مثال
- برخی خوره‌های کتاب‌های کمیک مانند «سیمپسون‌ها» به دلیل ظاهر، پرمدعا و عشق به کتاب‌های مصور، از این دسته می‌دانند.[۲]

* برخی کارکتر طاعون در دختر با خال کوبی اژدها (فیلم ۲۰۱۱) را ریش گردن می‌دانند. شخصیت اصلی آن نیز بعضی خصوصیت این دست را دارا می‌باشد.
* در قسمت «ساوت پارک» یک ریش گردن به نام جنکینز وجود دارد که تمام وقت خود را صرف بازی آنلاین «وارکرافت» می‌کند